# Mo (kana)
Mo (romanização do hiragana も ou katakana モ) é um dos kana japoneses que representam um mora. No sistema moderno da ordem alfabética japonesa (Gojūon), ele ocupa a 35.ª posição do alfabeto, entre Me e Ya.
| Forma                   | Romaji          | Hiragana                   | Katakana                   |
| ----------------------- | --------------- | -------------------------- | -------------------------- |
| Normal m- (ま行 ma-gyō) | mo              | も                         | モ                         |
| Normal m- (ま行 ma-gyō) | mou moo mō, moh | もう, もぅ もお, もぉ もー | モウ, モゥ モオ, モォ モー |

## Formas alternativas
No Braile japonês, も ou モ são representados como:
| － | ● |
| ●  | ● |
| ●  | ● |

O Código Morse para も ou モ é: －・・－・

## Traços

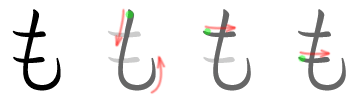
Seqüência de traços para escrita do も

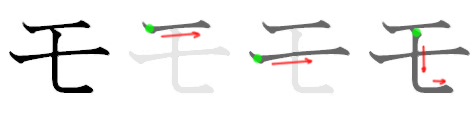
Seqüência de traços para escrita do モ